# Batalla de Domažlice
La batalla de Domažlice (en checo: Bitva u Domažlic) o batalla de Taus (en alemán: Schlacht bei Taus) fue un enfrentamiento armado que se libró el 14 de agosto del año 1431 entre el Sacro Imperio Romano Germánico y los husitas, que estaban encabezados por Procopio el Calvo. Finalmente, los husitas salieron victoriosos.
- Datos: Q1968819
- Multimedia: Battle of Domažlice / Q1968819